# Аншау
Аншау (нем. Anschau) — община в Германии, в земле Рейнланд-Пфальц. 
Входит в состав района Майен-Кобленц. Подчиняется управлению Фордерайфель.  Население составляет 287 человек (на 31 декабря 2010 года). Занимает площадь 5,15 км².